# Droga wojewódzka 257
Die Droga wojewódzka 257 (DW 257) ist eine zwei Kilometer lange Droga wojewódzka (Woiwodschaftsstraße) in der polnischen Woiwodschaft Kujawien-Pommern, die Mała Nieszawka mit der Droga krajowa 80 verbindet. Die Straße ist unterbrochen, da keine Brücke über die Weichsel führt.

## Streckenverlauf
Woiwodschaft Kujawien-Pommern, Powiat Toruński
-  Mała Nieszawka (DW 273)

Woiwodschaft Kujawien-Pommern, Kreisfreie Stadt Toruń
-  Toruń (Thorn) (A 1, S 10, DK 10, DK 15, DK 80, DK 91, DW 273, DW 553, DW 585, DW 654)